# Majzler-ház (Miskolc)
A műemlék Majzler-ház Miskolcon, a Széchenyi utca 14. alatt áll. Gazdag és szép plasztikájú, neogót részletkiképzésű épület. 

## Története
A telek és az elődépület tulajdonosa a 17–18. század fordulóján a Gombkötő család volt, majd egy görög kereskedőé lett. A telek ezután több tulajdonos között oszlott meg, rajtuk több kisebb házzal. A főutcán álló ház megjelenéséről, alaprajzáról nem maradt fenn információ, de valószínű, hogy – miként a környék házai is – már az 1781-es tűzvészben károkat szenvedett, de rendbehozataláról vagy újjáépítéséről nincs hír. Az épületnek – szintén feltehetően – az 1878-as miskolci árvíz során annyira megromlott az állaga, hogy le kellett bontani. A helyén a mai házat dr. Majzler Jób (1853–?) orvos építtette, de az építés körülményeivel, dátumával, az engedélyezési és használatbavételi engedélyével kapcsolatban nem maradt fenn irattári anyag. Az 1895-ös lakcímjegyzék mindenesetre őt és feleségét tüntette fel tulajdonosként. Az emeleten a tulajdonosok laktak, a hátsó részeken bérlakások voltak, a földszinten pedig a Blumenstock-féle úri szabóság, Khon Ferenc divatáruüzlete és Freund József szabóműhelye működött. A 20. század második évtizedétől Könyves Lajos és Löffler Ignác divatboltjai és Hercz Sándor drogériája váltotta őket. A holokauszt után a családból nem maradt túlélő, ezért az épület állami tulajdonba került. A második világháborúban megsérült, 1954–55-ben felújították, és ettől kezdve a ház földszintjén évtizedekig egy hangszer-hanglemezbolt működött. Az épület homlokzata az 1980-as években – a főutca több más épületéhez hasonlóan – erőteljes színezést kapott, amit a 2006-os teljes körű felújítás során szelídebbre változtattak. A felújítás során a ház visszakapta korábban megsérült, eltávolított díszeit, és megújult földszinti üzletportálja is. Évtizedek óta az épület emeletén működik a Jedlik Ányos Tudományos Ismeretterjesztő Társulat, ahol a legkülönbözőbb tudományterületekben tartottak, tartanak ismeretterjesztő előadásokat. Itt szerkesztették 1955–56-ban a Széphalom című irodalmi folyóiratot, valamint 1956-tól a rendszerváltásig a Borsodi Szemlét, a társulat folyóiratát. A földszinten a 2010-es években IBUSZ utazási iroda működik.

## Leírása
Az épület egyemeletes, az angol neogótika stílusát viseli magán, főutcai homlokzata 1+3+1 axisú. A homlokzat közepén háromablakos rizalit helyezkedik el, erkéllyel, ennek két oldalán egy-egy ablakkal. A jellegzetes „tudoríves” kapubejáró az első tengelyében helyezkedik el, hasonló a jobb oldali kirakat megoldása is. A földszint és az emelet közötti osztópárkány szép stukkódíszes munka. A homlokzaton kiegyensúlyozottan váltakoznak az áttört és a plasztikus tagozatok, a függőleges díszítő elemek pedig könnyeddé teszik a megjelenését. A koronázópárkány fölött, a homlokzat teljes szélességében, magas attikafal húzódik. A belső udvar a szokásos függőfolyosós kialakítású, dél felé nyitott, az Európa térre, illetve az alatta kialakított mélygarázsra nyílik.

## Képek

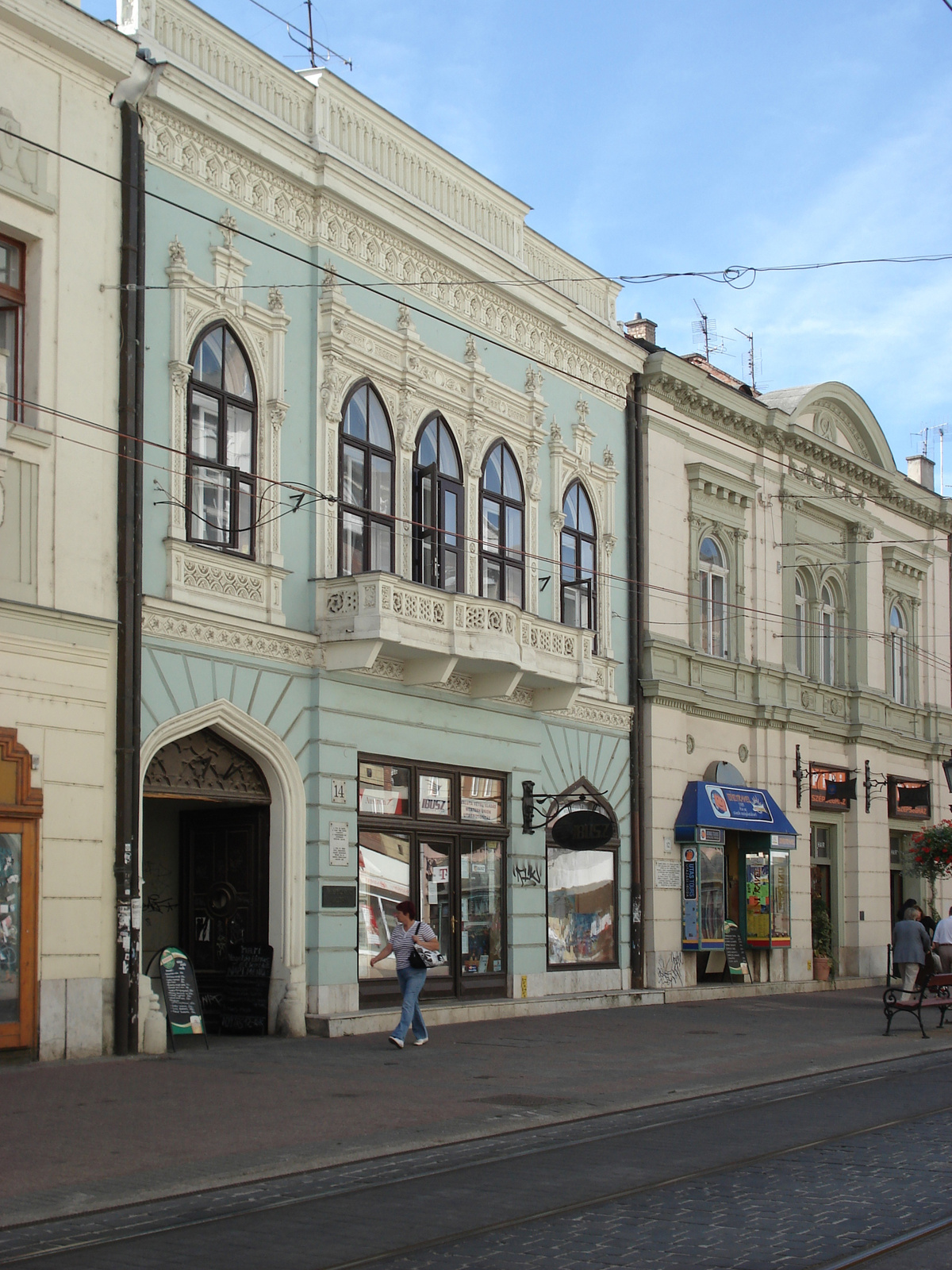
A Majzler-ház északkeletről
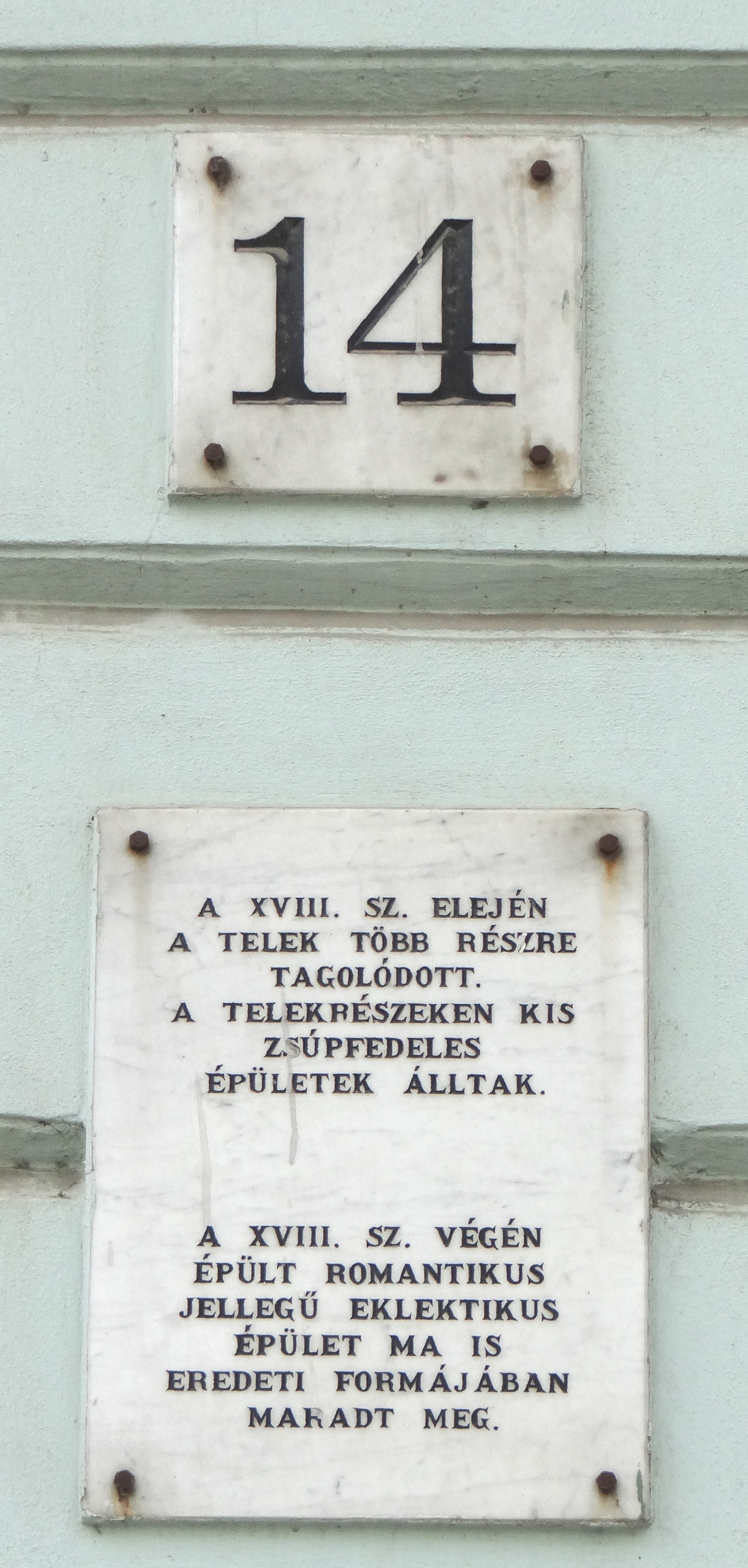
Házszám és tájékoztató tábla
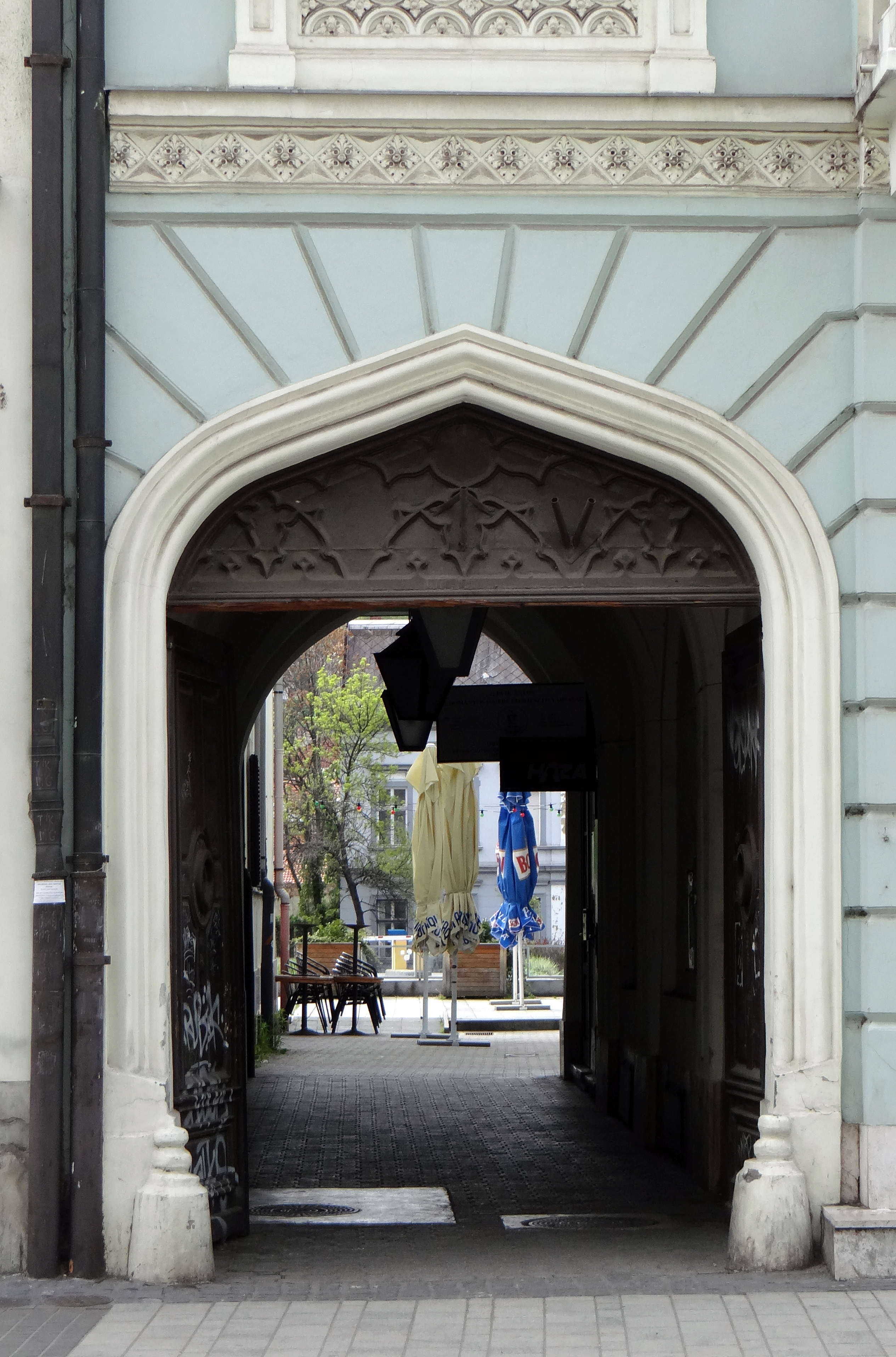
Az épület kapubejárója
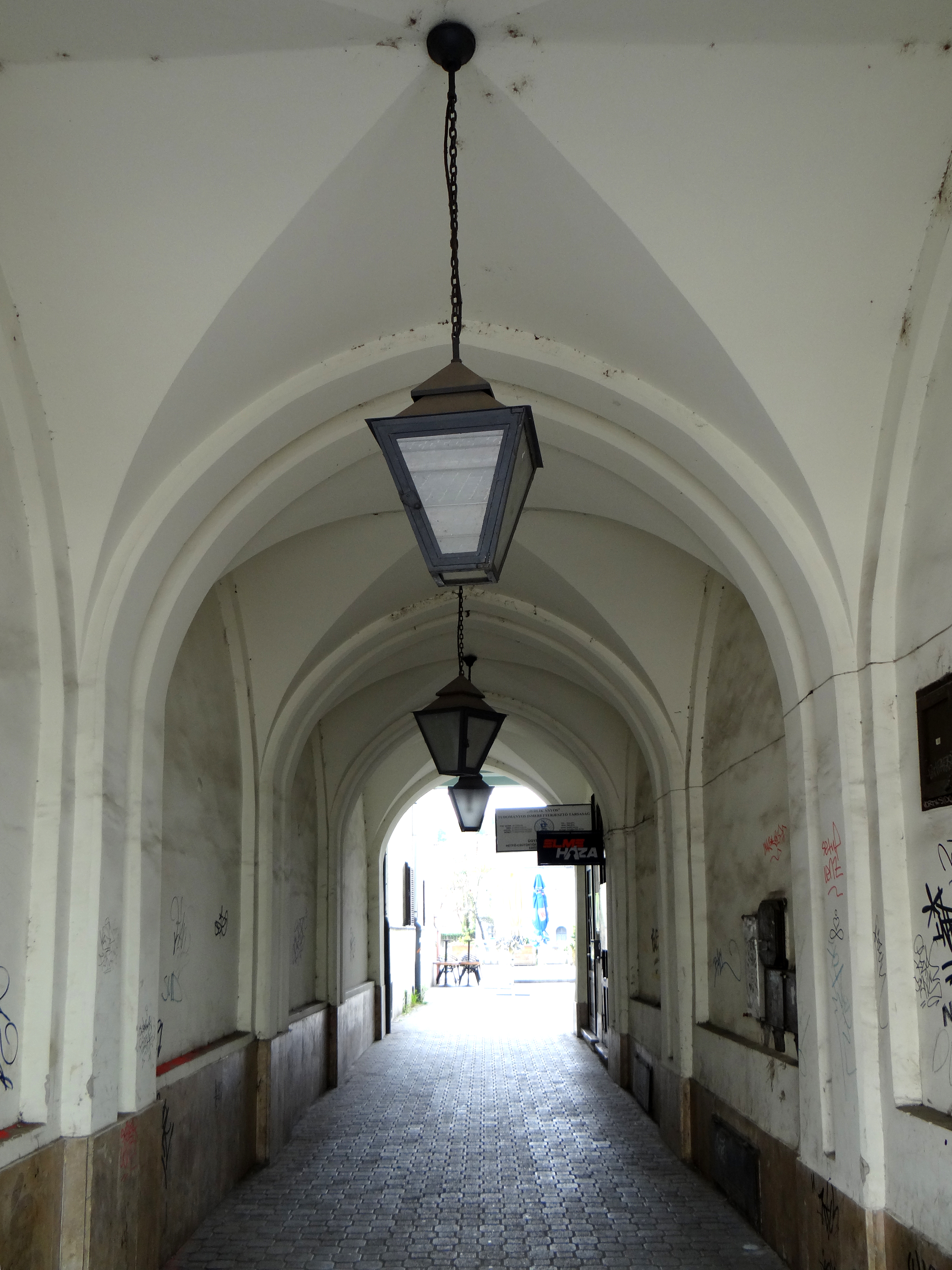
A kapubejáró boltozata
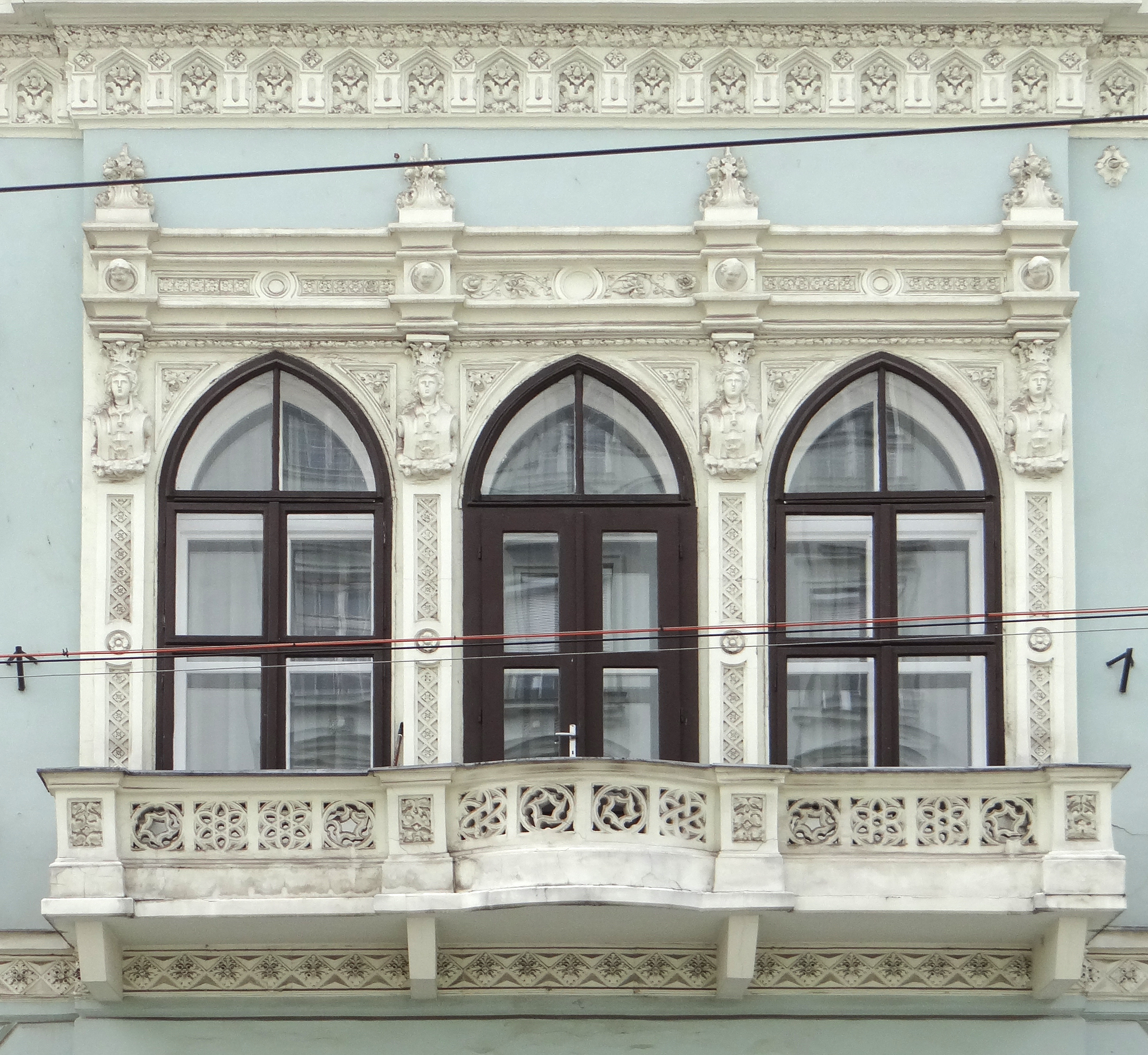
Az erkély és díszítései
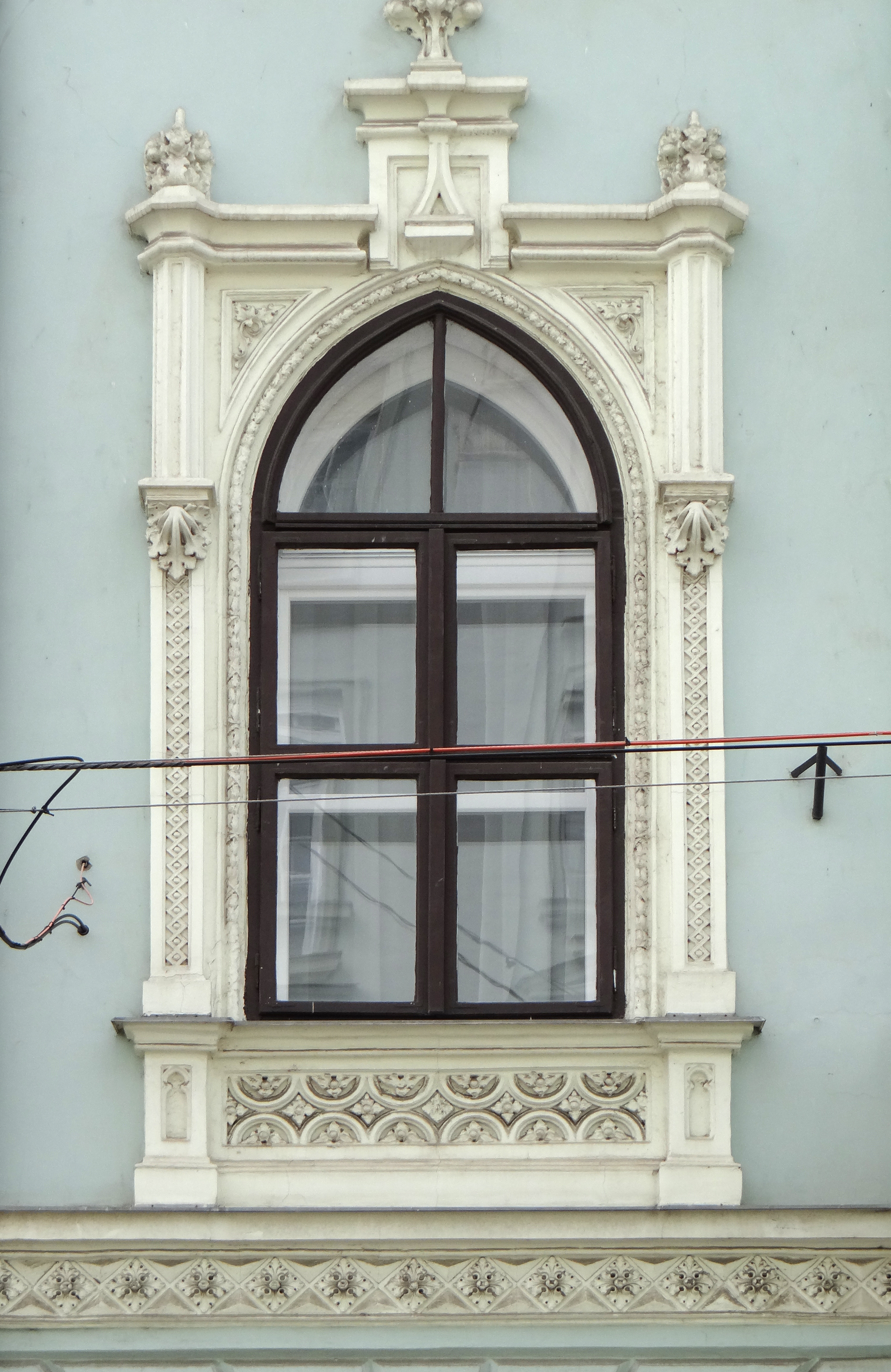
A bal oldali ablak keretelése
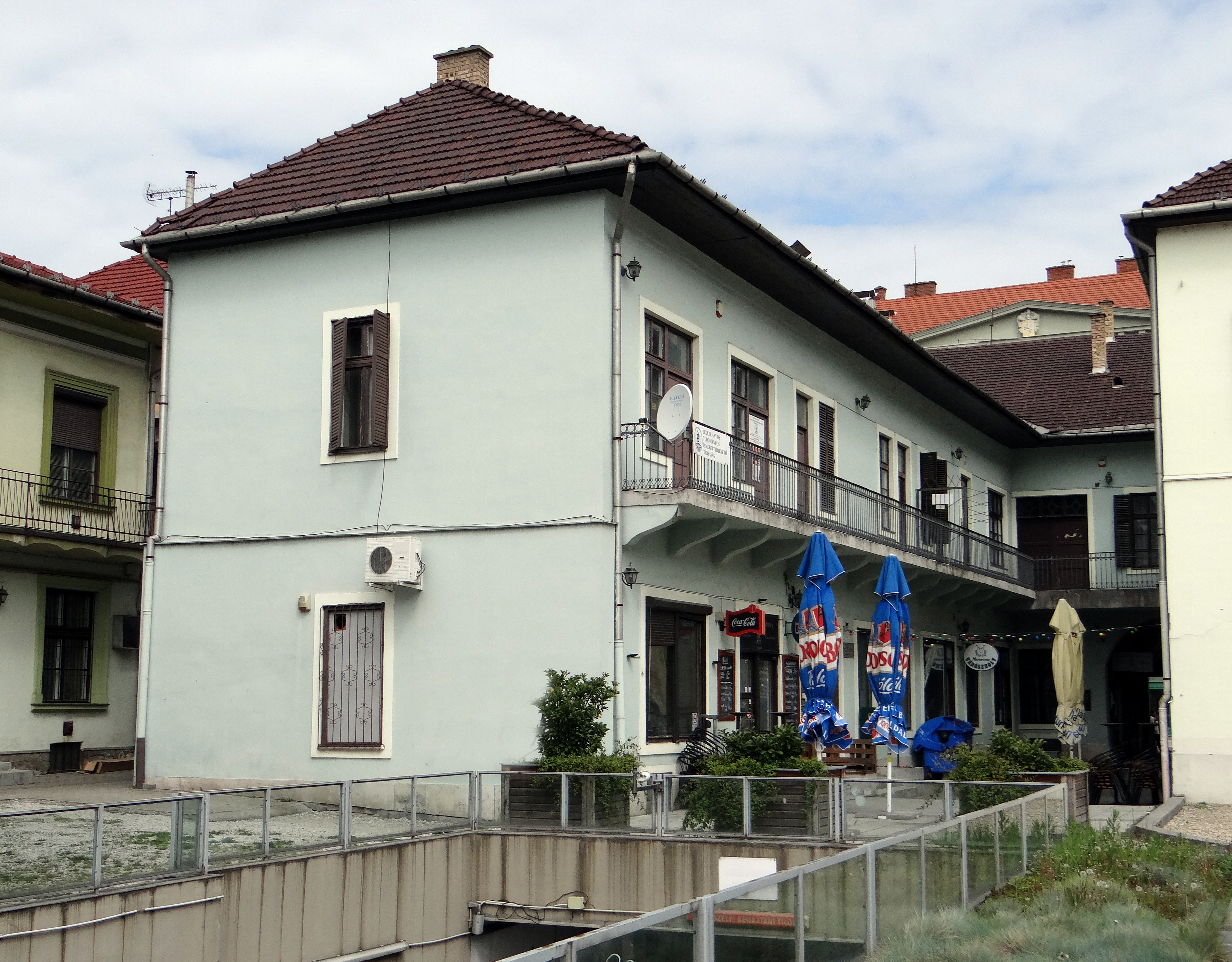
A ház hátsó frontja
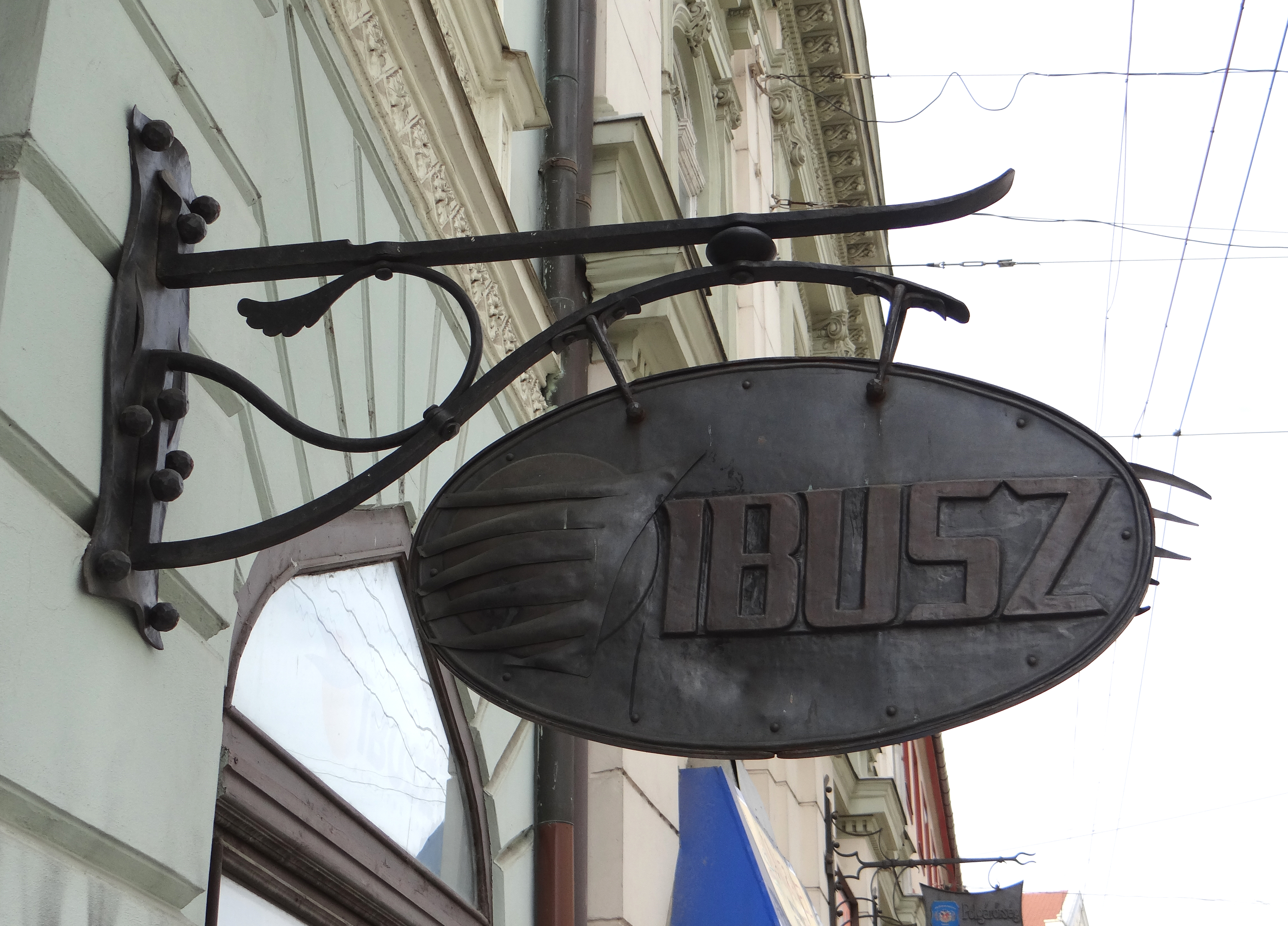
Cégér a ház homlokzatán